# Nonville, Seine-et-Marne
Nonville är en kommun i departementet Seine-et-Marne i regionen Île-de-France i norra Frankrike. Kommunen ligger i kantonen Nemours som tillhör arrondissementet Fontainebleau. År 2022 hade Nonville 596 invånare.

## Befolkningsutveckling
Antalet invånare i kommunen Nonville
| Referens: INSEE |